# Sergen Yalçın
Ali Rıza Sergen Yalçın (Istanbul, 5 ottobre 1972) è un allenatore di calcio ed ex calciatore turco, di ruolo centrocampista.

## Palmarès

### Giocatore

#### Competizioni nazionali
- Campionato turco: 5

Beşiktaş: 1991-1992, 1994-1995, 2002-2003
Galatasaray: 1999-2000, 2001-2002
- Coppa di Turchia: 3

Beşiktaş: 1993-1994, 2005-2006
Galatasaray: 1999-2000
- Supercoppa di Turchia: 2

Beşiktaş: 1992, 1994

### Allenatore

#### Competizioni nazionali
- Campionato turco: 1

Beşiktaş: 2020-2021
- Coppa di Turchia: 1

Beşiktaş: 2020-2021